# Rut
Rut je vas v Občini Tolmin. Nahaja se na nad severnimi pobočji Baške grape, na prisojnem, južnem pobočju gore Rodica (1964 m). Sredi vasi stoji velika večstoletna lipa, ob njej pa župnijska cerkev sv. Lamberta, ki je bila omenjena že leta 1356.Obseg debla lipe je 8 m, starost pa se ocenjuje na dobrih 500 let. V vasi se nahajajo tudi trgovina, gasilski dom in počitniške kapacitete. Nedaleč od Ruta se nahaja še slikovita vasica Grant

## Zgodovina
Vas je nastala s procesom kolonizacije v 13. stoletju. Oglejski patriarh Bertold je na področju zgornje Baške doline naselil okoli 70 kmetov iz tirolske Pustriške doline (Pustertal; okolica naselja Innichen, danes San Candido v Italiji). Priseljenci so osnovali 13 vasi in več zaselkov. Ime Rut je dolgo časa opisovalo celotno kolonizacijsko območje, ki se je do konca 16. stoletja imenovalo Nemški Rut. Današnja vas Rut se je nekoč imenovala Koritnica oz. Nemška Koritnica, lokalno ime Koritnica danes opisuje le še bližnji potok, ki teče po pristopni dolini in se izliva v reko Bačo. V skupino trinajstih vasi so poleg Ruta (Koritnice) sodile še Bača pri Podbrdu, Grant, Hudajužna, Kal, Kuk, Obloke, Petrovo Brdo, Podbrdo, Porezen, Stržišče, Trtnik, in Znojile. Do časa Ilirskih provinc je območje nadziral rihtar (sodnik; ki je imel funkcijo velikega župana).
Narečje vasi Rut in Grant izhaja iz nemškega, ki ga avstrijski lingvisti imenujejo Soriško narečje Zarz = Sorica.